# Kanton Saint-Amarin
Der Kanton Saint-Amarin war ein französischer Wahlkreis im Département Haut-Rhin in der Region Elsass.
Der Kanton bestand aus den Gemeinden Fellering, Geishouse, Goldbach-Altenbach, Husseren-Wesserling, Kruth, Malmerspach, Mitzach, Mollau, Moosch, Oderen, Ranspach, Saint-Amarin als Hauptort, Storckensohn, Urbès und Wildenstein.
Am 22. März 2015 wurde der Kanton aufgelöst.